# Autozentrierte Entwicklung
Autozentrierte, (eigenständige) Entwicklung ist ein entwicklungsstrategisches Konzept, das ursprünglich innerhalb der Dependenztheorie angesiedelt war und weitgehend mit dem entwicklungstheoretischen Modell der Dissoziation (Abkoppelung) identisch ist. Es zielt auf den Aufbau einer lebensfähigen Wirtschaft, die sich auf die lokal verfügbaren Ressourcen und die eigenen Kräfte und Fähigkeiten stützt (etwa Binnenmarktorientierung, self-reliance). 
Heute ist autozentrierte Entwicklung als Teil einer umfassenden entwicklungsstrategischen Gesamtkonzeption zu verstehen, welche die jeweiligen länderspezifischen Bedingungen berücksichtigt.